# ヘキサフルオロリン酸1-エチル-3-メチルイミダゾリウム
ヘキサフルオロリン酸1-エチル-3-メチルイミダゾリウム（英: 1-Ethyl-3-methylimidazolium hexafluorophosphate、EMIM PF6）は、融点が100 °C未満のイオン液体である。

## 特性
ヘキサフルオロリン酸1-エチル-3-メチルイミダゾリウムは、融点が58から62 °Cであるため、イオン液体である。また、極性かつ疎水性の液体として、多くのイオン液体と同様に、合成において溶媒として使用される。

## 調製
ヘキサフルオロリン酸1-エチル-3-メチルイミダゾリウムは、塩化1-エチル-3-メチルイミダゾリウムとヘキサフルオロリン酸塩を出発物質とするアニオン複分解反応によって調製できる。

## 用途
ヘキサフルオロリン酸1-エチル-3-メチルイミダゾリウムは、デュアルカーボン電池に使用することができ、そこでは最適なエネルギー/出力密度に寄与する。熱力学的研究では、水と高割合のヘキサフルオロリン酸1-エチル-3-メチルイミダゾリウムとの混合物が、吸収式冷凍機において0.9という高い成績係数を示すことが確認された。